# 劉演
劉 演（りゅう えん、生没年不詳）は、中国西晋の人物。字は始仁。父は劉輿。

## 生涯
始め太尉掾に任じられ、後に尚書郎に移った。
永嘉4年（310年）頃、父が病により亡くなると職を辞し、服喪期間を過ぎると爵位を継いで定襄侯に封じられた。東海王司馬越より招聘を受けて主簿に任じられ、やがて太子中庶子に移った。その後、陽平郡太守に任じられ、洛陽を離れた。
永嘉5年（311年）6月、漢の侵攻により洛陽は陥落し、西晋は崩壊した。当時、叔父の并州刺史劉琨は晋陽に拠り、拓跋部と結んで漢軍の侵攻を阻んでいた。
永嘉6年（312年）、漢の安北将軍趙固・平北将軍王桑が河北郡県を荒らすと、劉琨は趙固らを防ぐ為に劉演を輔国将軍・魏郡太守に任じて鄴を守らせた。王桑らは劉演の襲撃を恐れ、長史臨深を人質として劉琨の下に派遣した。その後、劉演は北中郎将に任じられた。6月、趙固と王桑は再び漢に帰順しようと考えたが、長史臨深と将軍牟穆はこれに従わずに兵一万を率いて劉演に投降した。さらに、王桑もまた漢に降るのを止めて東の青州に逃走すると、趙固は王桑を攻撃したので、劉演はこの内紛に乗じて趙固らを攻め、王桑を戦死させて趙固を撃退した。将軍張鳳は王桑の残兵七千人を率いて劉演に投降した。
7月、漢の鎮東大将軍石勒が鄴を急襲すると、劉演はこれを阻んだが臨深・牟穆は数万の兵を引き連れて降伏した。ただ、石勒は鄴が堅固であるのを見て攻略を止め、襄国に軍を移した。
建興元年（313年）4月、石虎が鄴城の三台に攻め込むと、劉演はこれに抗する事が出来ず、鄴は陥落した。劉演の将軍謝胥・田青・郎牧は鄴にいる流民を引き連れて石虎に降伏した。劉琨は改めて劉演を行兗州刺史に任じ、劉演は勇士1000人を率いて廩丘へと移り、これを鎮守した。劉琨配下の河南尹魏浚が漢の龍驤大将軍劉曜に石梁塢で包囲されると、劉演は郭黙と共に援軍を派遣したが、黄河の北で大敗を喫した。魏浚は夜の間に逃走したが、劉曜軍に追撃されて殺された。
建興3年（315年）3月、石勒配下の支雄が廩丘を攻撃したが、劉演はこれを撃破した。さらに劉演は韓弘・潘良に頓丘を襲撃させると、石勒配下の頓丘郡太守邵攀を討ち取った。だが、韓弘らは支雄の反撃を受け、潘良が討ち取られた。
後に東晋の元帝司馬睿は劉演を都督・後将軍に任じ、仮節を与えた。
建興4年（316年）4月、石虎が廩丘を攻撃すると、劉演は厭次を守る邵続に救援を要請した。邵続は段部の段文鴦を救援に差し向けたが、石虎が盧関津を固めていたので、進軍が出来なかった。豫州の豪族張平らもまた挙兵して劉演の救援に向かったが、石虎より急襲を受け、軍は壊滅した。援護の無くなった劉演は廩丘を守り切れず、城を捨てて段文鴦の軍に逃げ込んだ。この時、劉演の弟の劉啓は捕らえられ、襄国へと護送された。 その後、劉演は段文鴦に付き従い、厭次に駐屯したが、やがて殺されたという。